# Hockey Club Ambrì-Piotta 2005-2006
Questa è la rosa della stagione 2005/2006 del Hockey Club Ambrì-Piotta.

## Rosa
| Portieri 30 Thomas Baeumle 47 Simon Zueger | Difensori 05 Alan Tallarini 08 Nicola Celio 22 Reto Kobach 27 Jeremy Rebek 28 Tiziano Gianini 16 Pavel Vostrak 53 Daniele Mattioli 62 Félicien DuBois 75 Oskar Szczepaniec | Attaccanti 10 Lars Leuenberger 16 Luca Cereda 17 Hnat Domenichelli 19 Corsin Camichel 25 Jeff Toms 35 Eero Somervuori 37 Paolo Imperatori 44 Vjeran Ivankovic 45 Mattia Baldi 55 Alain Demuth 71 Oleg Siritsa 91 Jean-Guy Trudel 95 Benoît Pont |

| Allenatore Pekka Rautakallio | Ass.Allenatore Petr Malkov | Dir. Sportivo Peter Jaks |